# Jean Painlevé
Jean Painlevé (* 20. November 1902 in Paris, Frankreich; † 2. Juli 1989 ebenda) war ein  französischer Dokumentarfilmer, Szenenbildner und Schauspieler. Er gilt als einer der Pioniere des Dokumentarfilms und entwickelte schon in den 1920er Jahren Unterwasserfilm-Aufnahmetechniken.

## Leben und Werk
Painlevé, Sohn des Mathematikers und zweimaligen Premierministers Paul Painlevé, studierte in Paris Medizin, anschließend Biologie und arbeitete danach auf dem Gebiet der vergleichenden Anatomie. Um die Farben und Formen der Natur zu vermitteln begann er zu Filmen und drehte 1925 „seinen ersten Film über die Entwicklung eines Fisches.“ Er experimentierte mit technischen Verfahren und entwickelte Aufnahmetechniken für Unterwasserfilme. Als stiller Beobachter der Tierwelt zeichnete er publikumswirksame Geschichten und Dramen. Er war ein Grenzgänger zwischen Wissenschaft und Avantgarde des frühen Filmes. Sein fanatischer Realismus wirkte fast surreal und begeisterte Künstler wie Man Ray und Luis Buñuel.
Unter anderem wirkte er auch als Buchherausgeber. So zeichnete er 1948 für die Veröffentlichung des Buches Le cinéma scientifique français verantwortlich.

## Filmografie

### Als Regisseur
- 1928: La Pieuvre
- 1929: Les Oursins
- 1929: Oeufs d'épinoche
- 1929: Hyas et stenorinques
- 1929: La Daphnie
- 1930: Les Crabes
- 1930: Bernard-l'hermite
- 1931: Ruptures de fibres
- 1932: Électrophorèse de nitrate d'argent
- 1934: L'Hippocampe
- 1935: Corèthre
- 1936: Microscopie à bord d'un bateau de pêche
- 1936: Barbe-Bleue
- 1937: Voyage dans le ciel
- 1937: Images mathématiques de la quatrième dimension
- 1939: Solutions françaises
- 1945: Le Vampire
- 1946: Jeux d'enfants
- 1947: Pasteur
- 1947: Notre planète la Terre
- 1947: Assassins d'eau douce
- 1948: Écriture de la danse
- 1948: La Chirurgie correctrice
- 1958: Les Oursins
- 1958: L'Astérie
- 1958: Les Alpes
- 1960: Les Danseuses de mer
- 1960: Comment naissent les méduses

### Als Filmarchitekt
- 1934: L'Hippocampe

### Als Darsteller
- 1926: L'Inconnue des six jours. Rolle Jean Dubois

## Dokumentarfilm
François Levy-Kuentz: Die phantastischen Filmwelten des Jean  Painlevé (Originaltitel Fantaisie pour biologie marine), Frankreich 2003, Erstausstrahlung arte, 20. August 2006